# Gil Popilski
Gil Popilski (hebräisch גיל פופילסקי‎; * 6. Oktober 1993 in Israel) ist ein israelischer Schachspieler.

## Leben

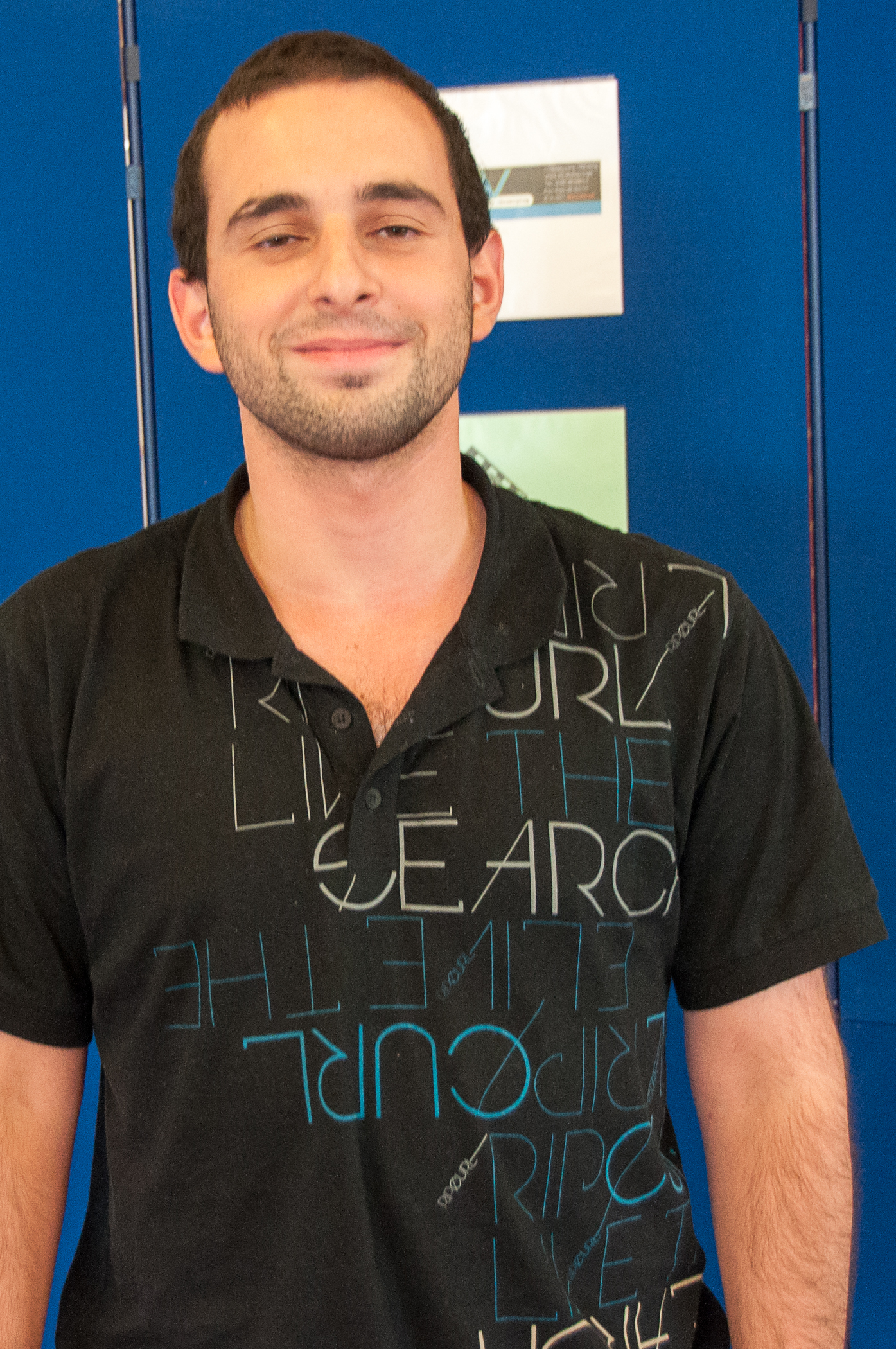
Gil Popilski, 2012

Gil Popilski besucht die Shevah-Mofet-High-School in Tel Aviv. An der dort angeschlossenen Schachakademie wird er von Großmeister Boris Alterman trainiert. Er stammt aus Rischon LeZion und spielte gemeinsam mit Boris Gelfand im dortigen Verein Feldklain Rischon LeZion in der höchsten israelischen Liga. 2012 nahm er mit Hapoel Rischon LeZion am European Club Cup teil.

## Erfolge
Bei der U14-Europameisterschaft 2007 in Šibenik erreichte er hinter Sanan Sjugirow und Dariusz Świercz den dritten Platz, die U16-EM 2009 in Fermo konnte er gewinnen. 2011 wurde er in Tel Aviv israelischer U20-Meister.
Popilski nahm mit der israelischen Nationalmannschaft an der Mannschaftseuropameisterschaft 2013 in Warschau teil.
Den Titel Internationaler Meister trägt er seit April 2010. Die Normen hierfür erzielte er beim Elitzur-Stav-Turnier in Petach Tikwa im November 2008 mit Übererfüllung, in der A-Gruppe des Moskau Opens im Februar 2009 sowie in der A-Gruppe des Czech Opens in Pardubice im August 2009 (ebenfalls mit Übererfüllung). Großmeister ist er seit Januar 2013. Die Normen erzielte er in der israelischen Mannschaftsmeisterschaften 2010 und 2012 sowie bei der Europameisterschaft 2012 in Plowdiw.